# شتر قطب شمال
شتر قطب شمال (به انگلیسی: High Arctic camel)، از دوره پلیوسن میانه، شتر فسیلی مربوط به سردهٔ سنگواره‌ای پیراشترها است که شترهای نوین از آن به وجود آمده‌اند. همچنین مربوط به شتر غول‌پیکر یوکان عصر یخبندان منقرض شده‌است. فسیل‌های دارای کلاژن در سال ۲۰۰۶ در نزدیکی Strathcona Fiord در جزیره الزمیر در نوناووت، کانادا پیدا شد. شتر قطب شمال حداقل ۳٫۴ میلیون سال پیش در یک دوره گرم‌تر در یک محیط جنگلی از نوع بوم‌سازگان شمالی زندگی می‌کرد.

## سن و محیط دیرینه
سن برآوردشدهٔ فسیل شتر با استفاده از تکنیک تاریخ‌گذاری تدفین هسته‌زایی زمینی (TCN), که روی ماسه کوارتز دارای فسیل‌ها اعمال شد، به دست آمد. این ذخایر حداقل ۳٫۴ میلیون سال قدمت دارند و از نظر سنی برابر با سابقه فسیلی پستانداران در سایت فسیلی Beaver Pond نزدیک هستند. رسوبات میزبان بقایای شتر با سازند بوفورت مرتبط است، که پیش از آغاز یخبندان گسترده آمریکای شمالی در حدود ۲٫۶ میلیون سال پیش قرار داشت.
نتایج نشان داد که شتر قطب شمال بیشترین شباهت را به شتر یک‌کوهانه و شتر غول‌پیکر یوکان داشت. بازسازی محیطی دیرینه نشان می‌دهد که در اواسط پلیوسن، شتر در چشم‌اندازی زندگی می‌کرده‌است که از جنگلی از نوع سوزنی‌برگان حمایت می‌کرده‌است که درختان کاج اروپایی بر آن غالب هستند. در آن زمان، دمای کره زمین ۲ تا ۳ درجه گرم‌تر از امروز تخمین زده می‌شود، در حالی که به صورت محلی، در منطقه Strathcona Fiord، دما بین ۱۴ تا ۲۲ درجه سانتی‌گراد گرم‌تر بود، به این معنی که دمای سالانه در حدود یخبندان بوده و زمستان‌های سرد و برفی داشت.